# Dalton Reymond
Pour les articles homonymes, voir Reymond.
Dalton S. Reymond est un auteur et scénariste américain né en Louisiane.
Il est régulièrement entre 1936 et 1950 un conseiller technique et dialoguiste sur de nombreuses productions ayant pour thème le sud américain. En 1944, il est engagé par Walt Disney afin de créer une histoire qui serve de pont entre les leçons en séquences animées du film Mélodie du Sud, inspiré des Contes de l'Oncle Rémus (Tales of Uncle Remus) de Joel Chandler Harris, parus entre 1880 et 1905.
Reymond est aussi l'auteur de Earthbound, un roman sur le sud américain : 
(en) Dalton S. Reymond, Earthbound, Chicago, Ziff Davis Publishing Company, 1er janvier 1946, 381 p.

## Filmographie
- 1937 : La ville gronde (They Won't Forget), conseiller technique
- 1938 : L'Insoumise (Jezebel), conseiller technique
- 1941 : La Vipère (The Little Foxes), conseiller technique
- 1945 : L'Intrigante de Saratoga (Saratoga Trunk), conseiller technique
- 1946 : Mélodie du Sud, scénariste.